# Andriivka, Poltava
Andriivka (în ucraineană Андріївка) este un sat în comuna Hojulî din raionul Poltava, regiunea Poltava, Ucraina.

## Demografie
Componența lingvistică a localității Andriivka
     Ucraineană (95,71%)
     Rusă (4,29%)
Conform recensământului din 2001, majoritatea populației localității Andriivka era vorbitoare de ucraineană (95,71%), existând în minoritate și vorbitori de rusă (4,29%).